# إدوارد إل. هارت
إدوارد إل. هارت (بالإنجليزية: Edward L. Hart)‏ هو قسيس أمريكي، ولد في 28 ديسمبر 1916 في بلومينغتون في الولايات المتحدة، وتوفي في 9 مارس 2008 في بروفو في الولايات المتحدة.